# أكاديمية برلين براندنبورغ للعلوم
أكَادِيمِيّة بَرلِينِ برَاندِنبُورغ لِلعُلُوم (بالأَلمانِيَّة: Berlin Brandenburgische Akademie der Wissenschaften) هِي مُنظَّمة أكادِيمِيّة أَلمانِيَّة تُعنَى بالأبحاث فِي مجَالات العُلُوم الإِنسانِيَّة، والعُلُوم الاِجتِماعِيَّة، والرِّياضِيَّات، والعُلُوم الطَّبِيعِيَّة، وعلم الأَحياء، والطّب، والهندسة. تأَسَّست أكادِيمِيّة برلِينِ برَاندِنبُورغ لِلعُلُوم فِي عامّ 1700م، وهِي تُعدُّ اليَوم واحِدة مِن أَهمّ المُؤسِّسات البحثِيَّة المُستقِلَّة فِي مجال العُلُوم الاِجتِماعِيَّة.

## اُنظُر أيضاً
- غوتفريد لايبنتس.
- صالون صوفي شارلوت.
- الأكاديمية البروسية للعلوم.

## وُصلات خارجيّة
- أكَادِيمِيّة بَرلِينِ برَاندِنبُورغ لِلعُلُوم (الصّفحة الرّسميّة باللُّغَة الألمانِيّة).

## مَراجع
1. ↑   https://idw-online.de/de/institution556. اطلع عليه بتاريخ 2019-09-23. {{استشهاد ويب}}: |url= بحاجة لعنوان (مساعدة) والوسيط |title= غير موجود أو فارغ (من ويكي بيانات) (مساعدة)
2. ↑  "معلومات عن أكاديمية برلين براندنبورغ للعلوم على موقع idref.fr". idref.fr. مؤرشف من الأصل في 2018-10-05.
3. ↑  "معلومات عن أكاديمية برلين براندنبورغ للعلوم على موقع catalogue.bnf.fr". catalogue.bnf.fr. مؤرشف من الأصل في 2019-05-12.
4. ↑  "معلومات عن أكاديمية برلين براندنبورغ للعلوم على موقع bigenc.ru". bigenc.ru. مؤرشف من الأصل في 2019-12-08.